# الونز، ایور-ات-لوار
الونز، ایور-ات-لوار (به فرانسوی: Allonnes, Eure-et-Loir) یک کمون در فرانسه است که در Canton of Voves واقع شده‌است.

## خصوصیات
الونز ۱۰٫۲۵ کیلومترمربع مساحت و ۳۰۷ نفر جمعیت دارد و ۱۳۹ متر بالاتر از سطح دریا واقع شده‌است.